# 포시안도라
포시안도라(이탈리아어: Fosciandora)는 이탈리아 토스카나주 루카도에 있는 코무네이다. 피렌체에서 북서쪽으로 70km, 루카에서 북쪽 30km 거리에 있다.